# Villa Castelli (Stresa)
Villa Castelli è una villa situata a Stresa costruita nel 1925 dall'ingegnere e costruttore milanese Ariberto Castelli. 
La villa oggi è in stato di abbandono.

## Storia
A partire dal 1906 al lido di Carciano (all'epoca appartenente al comune di Chignolo Verbano) venne edificato un Centro Intellettuale Sportivo di Divertimento e di Cura Lacuale costituito da un Kursaal e un ampio parco, l'area ricreativa, completata nel 1910, comprendeva una pista di pattinaggio, una passerella che si protendeva verso il lago per l'attracco di imbarcazioni e idrovolanti, una sala per concerti e degli spazi espositivi.
Un servizio di autobus collegava il centro di Stresa e poco distante si trovata il Verbano Yacht Club che organizzava gare veliche e competizioni di nuoto. Punto focale di quest'area era il parco, molto curato ed elogiato nelle guide turistiche dell'epoca.
Nel maggio del 1912 venne presentato un progetto di lottizzazione del parco che prevedeva la costruzione di numerose ville e soprattutto la realizzazione delle terme, alimentate da una condotta che avrebbe dovuto portare al lido le "acque arsenicali" della Valle Anzasca. Il progetto, finanziariamente insostenibile, fallì e l'intera area venne coinvolta nel fallimento. Il Kursaal venne demolito nel 1914.
Sull'area l'ingegnere milanese Ariberto Castelli, noto nel mondo imprenditoriale milanese, costruì una villa senza risparmio di risorse e utilizzando materiali di pregio provenienti da varie parti d'Italia, le statue nel parco e la balaustra affacciata sul lago vennero costruite con il tufo di Vicenza.
La struttura della villa contrastava con il classico schema simmetrico delle ville del lago essendo costituita da due corpi a pianta rettangolare che si intersecavano caratterizzati da aperture di foggia diversa. La villa si eleva per tre piani sopra il seminterrato. Decori, nicchie e facciata non sono riconducibili ad alcuno stile particolare. Un vasto parco e un campo da tennis erano l'attrazione degli ospiti come il genero di Ariberto Castelli, il giornalista Renzo Segala, insieme a  Dino Buzzati, Indro Montanelli e Arnoldo Mondadori.
Durante la seconda guerra mondiale la villa venne utilizzata dalle armate tedesche, sulla terrazza venne posizionata un postazione antiaerea.
La sua posizione panoramica di fronte alle isole Borromee fece sì che la villa venne scelta per le riprese di numerosi film: Tiro al piccione (1961) con Alida Valli, La stanza del vescovo da un racconto del luinese Piero Chiara e nel 1973 le puntate dello sceneggiato Ho incontrato un'ombra ambientato in Svizzera ma con scene di interni ed esterni girate a Villa Castelli.